# Еберрон
Еберрон — це сетинг кампанії для рольової гри Dungeons & Dragons (D&D). Події сетингу відбуваються як правило на континенті Хорвейр після великої руйнівної війни. Еберрон створений з традиційних елементів і рас D&D; Еберрон поєднує в собі фентезійний тон із pulp-журналами і темними пригодницькими елементами та деякими нетрадиційними фентезійними технологіями, такими як потяги, летючі кораблі та механічні істоти, які живляться магією.
Еберрон створив автор і дизайнер ігор Кіт Бейкер, який став переможцем у конкурсі Wizards of the Coast Fantasy Setting Search у 2002 році, щоб створити новий фанатський сетинг для гри D&D. Eberron обрали з більш ніж 11 000 кандидатів і офіційно випустили в опублікованій книзі Eberron Campaign Setting у твердій палітурці в червні 2004 року.

## Творчі витоки
Сетинг Еберрон Kіта Бейкера Dungeons & Dragons обрали переможцем серед 11 000 заявок на пошук фанатських сетингів Wizards of the Coast у 2002 році. :291Бейкер виграв 100 000 доларів за свою роботу на конкурсі. Початкова назва сетингу Бейкера була «Захоплюючі історії про мечі та чарівництво». Бейкер підкреслює, що сетинг пройшов кілька етапів розробки:
«Захоплюючі історії» не були Еберроном. Він пройшов чотири етапи розвитку. Спочатку мій сетинг був оригінальною концепцією на одну сторінку, яка протистояла тисячам інших. Наступним кроком було розширити це на десять сторінок, акцентуючи основну ідею. Потім я написав стосторінкову біблію. Але навіть тоді це все ще були «Захоплюючі історії про мечі та чаклунство» . Після того, як «Захоплюючі історії» стали першим сетингом на конкурсі, я поїхав до Сіетла, щоб провести там кілька тижнів, працюючи з дивовижною командою людей у Wizards of the Coast: Біллом Славшеком, Крісом Перкінсом, Джеймсом В'яттом та багатьма іншими. Разом ми виділили найкращі частини «Захоплюючих Історії», а також виявили елементи, які не працювали, і знайшли шляхи їх покращення. [. . . ] [Це] Білл Славшек назвав світ Еберрон.
Під час конкурсу Fantasy Setting Search Славшек підкреслив, що чотири команди спочатку скоротили 11 000 поданих робіт до 120. Їх потім переглянули група, зменшивши їх до одинадцяти. Цих одинадцятьох учасників конкурсу потім попросили розширити свої односторінкові концепції, і з цих нових десятисторінкових описів комісія ще більше скоротила учасників лише до трьох. Славшек сказав: «На цьому етапі ми дізналися імена авторів і покликали кожного з них до офісів Wizards of the Coast, щоб зустрітися з ними особисто. Під час цих зустрічей я почав серйозно керувати кожним проектом, так само як керував би будь-яким продуктом, опублікованим завдяки зусиллям моєї команди досліджень і розробок. Було чудово особисто зустрітися з Кітом Бейкером, Річем Берлю та Натаном Тумі, поговорити з ними про їхні фентезійні світи та допомогти кожному з них втілити своє бачення в життя. Ми дали їм план-схему, щоб вони могли створити 125-сторінкову „Біблію“ свого світу[. . . ]. Усі три [пропозиції] були чудовими, але нам потрібно було вибрати ту єдину, до якої ми могли докласти максимум зусиль. Ним став світ Кіта Бейкера, світ, який став Еберроном».
Кіт Бейкер отримав натхнення для Еберрона, поки працював над MMORPG Lost Continents від VR-1, яке згодом скасували. Бейкер прагнув поєднати енергію пригодницьких фільмів та нуар фільмів із традиційним фентезі та стімпанком. У виданій книзі Eberron Campaign Setting автори перелічили такі фільми, як джерела натхнення для тону та вигляду Еберрона: «Братство Вовка», «Касалбланка», «Із Пекла», «Мальтійський Сокіл», «Мумія», «Ім'я Троянди», «Пірати Карибського Моря», «Індіана Джонс: У пошуках втраченого ковчега» і «Сонна Лощина». Бейкер також зауважив, що натхненням для розірваної війною стану у світі став нестабільний період світової історії між Першою та Другою світовими війнами.

## Історія видання
У розробці книгу сетингу 2004 року для Dungeons & Dragons версії 3.5 брали участь Кіт Бейкер, Білл Славшек і Джеймс В'ятт. У червні 2005 року книга Eberron Campaign Setting отримала нагороду Origins за найкраще доповнення до рольової гри 2004 року. Протягом наступних чотирьох років випустили понад 20 розширень для Еберрона. Шеннон Аппельклайн (автор Designers & Dragons) писав: «тим часом це також стало сетингом для Dungeons & Dragons Online (2006), головного мультимедійного розширення Atari бренду D&D. До 2009 року Еберрон все ще був великим, і тому він переміг як другий сетинг 4e».
У червні 2009 року Посібник для гравців Eberron і безплатна пригода Khyber's Harvest (2009) перенесли місце подій в нове 4-е видання D&D. У липні за ним послідували Eberron Campaign Guide (2009) і безплатна пригода Seekers of the Ashen Crown (2009). З розробкою 4-го видання D&D у дизайн прийшло багато змін, наприклад додавання нового сетинга, який відповідає новій філософії дизайну «Світлові точки» — світ, який менш схожий на сучасний світ, «повний цивілізованих країн із цивілізованими кордонами», і більше схожий на світ із кількома центрами цивілізації, розділеними відкритою небезпечною пустелею. Про вплив зміни видання Appelcline написали: «Гравцям було цікаво, чи буде Еберрон також змінений, щоб він більше відповідав ідеями „Світлових Точок“, і, на диво, це не так. Натомість Еберрон виглядає так само як і раніше. Не змінили навіть часової шкали; хоча в певний момент ходили чутки про те, що буде дворічний прогрес, у підсумку світ залишився в 998YK. Дизайнери та розробники Еберрону сказали, що зацікавлені в метасюжеті гравці, повинні прочитати романи та самі вирішити, чи хочуть вони включити ці події у свої ігри. Хоча Еберрон не став світом Світлових Точок, він перейняв багато інших ідей 4e».
У лютому 2015 року перший онлайн випуск «Unearthed Arcana» показав вміст Еберрону для публічного тестування гри для 5-го видання. Однак подальший офіційний вміст Eberron з'явився лише через 3 роки, коли 23 липня 2018 року випустили Wayfinder's Guide to Eberron у форматі PDF на Dungeon Masters Guild; його описали як «живий документ», який буде оновлюватися в міру вдосконалення включених концепцій. Включені раси та дракомітки, магічні предмети, а також клас і підкласи винахідника. Також пройшли процес публічного тестування «Unearthed Arcana» протягом наступного року. «Кампанія в межах Ліги Авантюристів в Еберроні» випущена для Ліги авантюристів D&D у форматі PDF у період з вересня 2018 року по грудень 2018 року

Eberron: Rising from the Last war офіційна книга сетингу для 5е

Eberron: Rising From The Last War, книга кампанії у твердій обкладинці, була анонсована в серпні 2019 року та опублікована 19 листопада 2019 року. 17 листопада 2019 року в місцевих ігрових магазинах також зробили альтернативну художню обкладинку книги Венса Келлі. Водночас Wayfinder's Guide to Eberron оновили, включивши останні версії вмісту (як в Eberron: Rising from the Last War) і додали клас винахідника з тієї ж книги (тільки з одним підкласом — Алхімік). — із трьох, включених до "Повстання з останньої війни "). Щоб відповідати цьому випуску, Ліга Авантюристів D&D додала новий сезон історій під назвою «Оракул війни», події яких відбуваються в Землях Скорботи. Шон Мервін, менеджер з ресурсів Ліги Авантюристів, написав, що сюжетна лінія Oracle of War — це «кампанія, яка дуже відрізняється від того, що було раніше [в Лізі Авантюристів]. Історія, представлена в Oracle of War, розгортається у 20 основних сюжетних пригодах, у яких персонажі переходять від рівня 1 до 20. [. . . ] Основні сюжетні пригоди публікувались на DMsGuild одна на місяць, що зробило кампанію активною приблизно на 2 роки».

## Характеристики

Оригінальна обкладинка книги Eberron Campaign Setting

Однією з найбільш очевидних відмінностей між Еберрону від загальної Dungeons & Dragons є рівень магії. Магія високого рівня (наприклад, заклинання воскресіння) є менш поширеною, ніж у більшості інших місць. Однак магія низького рівня набагато більш поширена, головним чином її забезпечують дракомічені доми. У багатьох містах на вулицях є чарівні ліхтарі. Магічна «громозалізниця», що охоплює весь континент, забезпечує високу швидкість транспортування.
Світогляд став ще більш розмитим, ніж в інших офіційних сетингах. Зустріти Еберроні злих істот традиційно добрих рас чи добрих істот традиційно злих рас не є рідкістю; але визначення світогляду залишається вірним стандартам D&D, причому добро і зло зберігають свої значення. Однак у світі кампанії часто виникає ситуація, коли протилежні персонажі ненадовго стають на бік один одного, якщо над усіма нависає загроза, а також як добрі, так і злі персонажі проникають в організації один одного з метою інтриг та шпигунства.
Релігія так само менш чітка та прямолінійна. Пантеон Еберрона не дає про себе відкритих відомостей. Існування божественної магії не є доказом існування богів, оскільки клірики, не поклоняються божествам в традиційному розумінні, а дотримуються шляху чи системи вірувань, також отримують заклинання. Клірик може навіть активно працювати проти власної церкви й продовжувати отримувати заклинання. Як наслідок, релігія — це переважно питання віри. На відміну від багатьох інших сетингів D&D 3-го видання, клірику не обов'язково бути в межах світогляду свого божества чи релігії, і він не обмежений у використанні певних заклинань через світогляд.
Сетинг додає новий базовий клас персонажа, винахідник. Винахідники — це маги, які зосереджуються на створенні магічних предметів. Інфузії ремісників (їх еквівалент заклинань) зосереджені на тимчасовому насиченні об'єктів бажаними ефектами. Наприклад, замість того, щоб накласти силу бика на персонажа, винахідник накинув би її на пояс, щоб створити короткостроковий магічний Пояс сили бика. Винахідники мають доступ до пулу «очок майстерності», які діють як додаткові очки досвіду для використання у створенні магічних предметів не ризикуючи втратити рівень чи його прогрес. Цей пул поповнюється, коли винахідник отримує рівні або шляхом виснаження сили з створенного магічного предмета (знищуючи предмет у процесі).
В Еберроні також з'явився новий неігровий клас персонажів, відомий як «штукар», який є арканічним магом, який має обмежений вибір заклинань низького рівня. Існування штукарів є частиною причини поширеності магії низького рівня в Еберроні.
Щоб спробувати створити pulp-сетинг, Еберрон спочатку використовував «екшен пункти», які дозволяють гравцеві додавати шестигранний кубик до результату кидків двадцятигранного кубика. Персонажі отримують певну кількість одноразових екшен пунктыв для кожного рівня персонажа. Сетинг кампанії Еберрона також включає фіти, які надають додаткові екшен пункти, як-от можливість гравцеві додати восьмигранний кубик замість шестигранного або витратити два очки дій, щоб надати вашому персонажу додатковий хід або основну дію. Певні класові вміння, які використовуються щодня, як-от здатність варвара до гніву, здатність клірика повертати/знищувати неживих або здатність дикої форми друїда, можна використовувати знову, витративши 2 екшен пункта. Останнє використання екшен пунктів полягає в тому, щоб витратити один на стабілізацію вмираючого персонажа.

## Белетристичний сетинг

### Світ
Світ Еберрон складається з семи континентів. Події відбуваються переважно на Хорвейрі, найбільш населеному континенті, на якому люди є найбільш густонаселеною расою, і проживають в основному в регіоні, відомому як П'ять Націй. На південному сході розташований невеликий континент Аереналь, яким правлять ельфи. Трохи на південь знаходиться континент джунглів Зен'дрік, яким колись правила імперія гігантів. Зараз це здебільшого дика місцевість, де деякі території знаходяться під контролем племені дроу. Далі на південь від Зен'дрік знаходиться Еверис, крижаний шар розміром з континент, який, можливо, покриває кілька рівнів землі. Фростфелл — це недосліджена земля криги на півночі. Інші два основні континенти — Сарлона (континент, яким керують куорі, істоти з Плану Снів) і Арґоннессен (континент, населений драконами). Світ Еберрон має дванадцять супутників ; деякі мудреці вірять, що існує тринадцятий місяць, який зник або невидимий неозброєним оком.
Світ Еберрона містить низку рис для сетингу кампанії Еберрона. Число 13, також відоме як «дюжина булочника», було частиною теми, яку використовував Кіт Бейкер щодо аспектів світу. Примітка: тут відбувається певна гра слів, адже прізвище Кіта Бейкера можна дослівно перекласти як «пекар» або "булочник)
«Еберрон» — це водночас назва сетингу, земель світу (як Земля, наприклад) і також ім'я Дракона Поміж. Сайберіс, Дракон Угорі, — це назва планетарних кілець, які оточують планету. Хайбер, Дракон Унизу, — це назва підземного світу, який є схожим на традиційний Underdark в інших сетингах. Згідно з міфом створення, спочатку існували три дракони сестри Еберрон, Хайбер та їхній брат Сайберіс. Хайбер напала і вбила Сайберіс, внаслідок чого тіло Сайберіс розбилось на мільйони частин, які пізніше отримали назву дракоскалки. Щоб зупинити Хайбера, Еберрон обернулась навколо неї, закувавши її тіло в собі, ставши живою в'язницею для Хайбер, а кртихти зруйнованого тіла Сайберіс стало кільцем навколо них обох. Кажуть, що від Саберіс народились перші дракони, від Еберрон пішли перші гуманоїди та інші «нижчі раси», а Хайбер — джерело всіх «демонічних» істот світу. За словами Кіта Бейкера, є певне значення того факту, що кожне ім'я містить морфему «ber», але він не вказав, що це таке. 

### Істоти
В Еберроні використовуються традиційні раси Dungeons & Dragons, але вони сповнені свіжою місцевою легендою, історію та національними зв'язками. Еберрон акцентує увагу на національних і культурних зв'язках, радше ніж на расових. Шон К. Рейнольдс писав: «Наприклад, ельфи дракоміченого дому Ф'ярлан — це старий дім, із багатовіковою історією розваг і артистизму; більшість простих людей вихваляють їх та їхню роботу. На відміну від цього дому, ельфи нової нації Валенар розглядаються як крадії землі та загроза миру, встановленого Тронголдською Угодою». Габріель Ліссауер у книзі «Тропи фантастичної фантастики» підкреслила, що сценарій кампанії Еберрона руйнує класичне расове представлення орків як дикунів. Натомість Ліссауер написала: «Ці орки зацікавлені в мирі та збереженні безпеки цілого світу. [. . . ] Вони просто хочуть жити в гармонії з природою».
Сетинг також додав чотири нові раси в Dungeons & Dragons: Одмінчи, Звірокрови, Калаштари та Воєннековані. Одмінчи і Шифтери базувалися на монстрах, допеплґангерами і лікантропах, які вже існували в Dungeons & Dragons відповідно. Воєннековані розумні біологічні роботи, створені Винахідниками під час Останньої війни, і Калаштар, це псіонічні гуманоїди в поєднанні з духами куорі, були створені для Еберрона.

#### Калаштар
Калаштари — це раса псіонічних людей; вони є нащадками народу ченців-людей з Адара, нації на континенті Сарлони, які вирішили собі заволодіти екстрапланарними сутностями, відомими як Куорі. Ці сутності були добропорядними Куорі, які повстали й тому мусили втекти з Плану Снів, відомого як Дал Куор. Це злиття було постійним і призвело до того, що їхні нащадки стали расою гібридного типу. Сутність духа кожного Куорі розділена між багатьма калаштарами, відомими разом як родовід. Таким чином, єдиний спосіб повністю знищити одного з добропорядних Куорі — це знищити весь його родовід. Злий Куорі, відомий як Морок, що Сниться, який прагне вполювати та знищити Калаштар, тому багато Калаштар живуть або в укріплених храмах-фортецях Адара, або живуть сховані серед широкого світу Еберрона. Морок, що Сниться має своїх одержимих істот, відомих як Натхненні, які правлять більшою частиною континенту Сарлона.
Бейкер підкреслив відмінності дизайну між Мороком, що Сниться і Калаштаром: «Одержимість Куорі повністю відрізняється від стосунків між калаштаром і його духом куорі. В калаштара куорі присутня пасивно, яка одночасно керує багатьма калаштарами. В натхненного (добровільного чи ні) куорі присутня активно, яка контролює одне тіло за раз і повністю домінує над тілом». Ґленн Карро для GameRant підкреслив рольовий потенціал персонажів гравців Калаштар: «Хоча Сарлона є ізольованою від більшості драми Хорвейра, вона має багато власних: Калаштар — це переслідувана раса, яка закрита у своїй чернечій країні Адар і постійно знаходиться в облозі своїх натхненних, ворогів у сусідній нації Рієдра. Однак, ті, хто хоче грати за калаштара у кампанії, що базується в іншому місці в Еберроні, можуть зробити це, не порушуючи установи сетинга; невелика кількість калаштар населяє міста по всьому Хорвейру, тихо продовжуючи свою боротьбу проти натхненних навіть далеко від дому».

#### Воєннековані
Воєннековані — це раса живих, розумних конструктів, зовні схожих на ґолемів. Воєннековані складаються із суміші матеріалів: переважно каменю, живодерева та деяких видів металу. В Еберроні вони були створені дракоміченим домом Канніт (у яких Мітка Створення) у магічних «кузнях творіння» для боротьби в Останній війні. Коли Остання війна завершилась, воєннековані отримали свободу завдяки Тронголдській Угоді. Хоча вони мають і свободу волі, та чи є у них душа — невідомо напевне; їх можна воскресити за допомогою заклинань, призначених для відновлення людських душ, але, на відміну від людей, вони не пам'ятають нічого про свій досвід у загробному житті після. Хоча вони не мають біологічної статі чи гендеру, воєннековані можуть прийняти гендерну роль як частину своєї індивідуальної особистості. Вони не старіють, як інші раси, і невідомо, як на них впливає час. Загальноприйнято вважати, що, як і всі живі істоти, їхні тіла повинні зазнати деградації з часом. Як і інші раси, воєннековані можуть брати рівні в будь-якому класі персонажа.

## Визнання сетинга
Габріель Ліссауер у своїх «Тропах фентезійної фантастики» підкреслила, що Еберрон зміг перенести Dungeons & Dragons за межі тропів чи кліше, які визначив Толкін. Вона написала, що «Еберрон переробив кілька ідей, які вважалися фундаментальними для концепції Dungeons and Dragons протягом останніх тридцяти років. Як механічно, так і в присмаку чи тоні світів. [. . . ] Змінюючи речі, які більшість гравців вважали фундаментальними для гри, Еберрон дивує і водночас показує, якою може бути гра». Ліссауер підкреслила, що світогляд більше не є чітким і що гравці «не можуть використовувати свої метазнання років гри в Dungeons and Dragons в інших сетингах, щоб визначити, хто друг, а хто ворог».
Geek & Sundry написали: «Переможець конкурсу Wizards of the Coast's Fantasy Setting Search у 2002 році, Еберрон поєднав магію з технологіями стімпанку, пропонуючи світ літальних кораблів, що живляться елементалями, індустріальний прогрес і магічних майстрів. [. . . ] Мені подобається ігрова раса військованих, яка передає вам ідею солдата-дрона, який шукає мету в бутті після війни(хоча їхня явна чоловічість є педантичною). Якщо ви хочете чаклувати в палочки в пафосному пальті з цигаркою, зверніть увагу на Eberron».
Wired після випуску 4-го видання Eberron Campaign Guide повідомили: «Eberron — мій новий улюблений ігровий світ. [. . . ] Здається, що світ був створений з нуля, щоб бути оригінальним і іншим, проте він все ще виглядає консистентним і логічним. Континенти світу мають взаємопов'язану та переконливу історію [. . . ]. Магія сприймається як невіднятна частина суспільства. Ви можете сісти на магічний потяг („громозалізницю“) або літати на кораблях з елементальними двигунами. [. . . ] Мені подобається розділ про „повсякденну магію“, де описується, як магія впливає на побутове життя звичайних громадян, охоплюючи сільське господарство, комунікації, ремесла, правоохоронні органи тощо. [. . . ] У більшості світів є політика, але я не можу пригадати жодного, жителі якого розпалювали б такі складні, але цілком логічні інтриги. [. . . ] Найкраще в сетингу, однак, класичні тропи D&D, такі як дракони та ельфи, змішані по новому, що створює їм цікавий лад».
Про випуск 5-го видання Wayfinder's Guide to Eberron Річард Янсен-Паркс для британського друкованого журналу Tabletop Gaming написав: «Спочатку створений дизайнером Кітом Бейкером для конкурсу близько 16 років тому, Еберрон є чудовим прикладом того, як можна узяти стандартне фентезі та перетворити його на щось нове та свіже. Попри те, що багато стандартних фентезійних тропів все ще присутні в Еберроні: все ще є дракони, з якими потрібно битися; і підземелля, які потрібно обшукувати, — є умисел відійти від копіювання Толкіна й натомість почати копіювати все, від Парку Юрського періоду до Касабланки. Якщо це звучить як критика, то насправді це не так. [. . . ] Увесь сетинг наповнений чарівними гаджетами та штучками, але водночас він виглядає трохи більш приземленим та брудним, ніж Забуті Королівства [. . . ]. У той час, як більш традиційні світи брали за основу битви між добром і злом у величезних масштабах, Еберрон охоплений холодною війною, де залишається дуже мало чорно-білої моралі».
Polygon, під час випуску 5-го видання Eberron: Rising From The Last War, повідомив, що «Еберрон — це дивовижне місце, і „Wizard of the Coast“ чудово попрацювали над цією новою книгою, пояснюючи це та даючи гравцям інструменти, щоб весело провести час за грою у світі Еберрон».